# Dvorec (tvrz)
Dvorec (někdy též Dvořec) je zaniklá tvrz v Mirošově v okrese Rokycany. Založena byla ve čtrnáctém století a zanikla během husitských válek. Dochovalo se z ní tvrziště, které je od roku 1964 chráněno jako kulturní památka.

## Historie
Zakladatelem tvrze byl v polovině čtrnáctého století Dobrohost z Ronšperka připomínaný v roce 1353. Dalším majitelem byl jeho syn Zbyněk, který se oženil s Kateřinou se Sedlikovic. Zemřel před rokem 1407, kdy byl držitelem Dvorce jeho syn Zdeněk připomínaný naposledy v roce 1421. Podle Petra Rožmberského byl Zdeněk synem Nachvala zvaného Kolvín, který byl Zbyňkovým bratrem. Také Zdeněk používal přízvisko Kolvín a pravděpodobně na něj odkazuje záznam z jihlavské popravčí knihy z roku 1417, kdy vyslýchaný pacholek Jan Holý udal jako spolupachatele Kolvína, který sídlí mezi Rokycany a Dršťkou. Tvrz byla někdy v té době dobyta a vypálena. Ostatní členové rodu sídlili na Dršťce a nepotřebné sídlo ve dvorci už neobnovili. Dokladem násilného zániku tvrze jsou na tvrzišti nalezené hroty šipek a vypálená mazanice.

## Stavební podoba
Tvrziště se nachází na pravém břehu Skořického potoka poblíž jeho soutoku s Příkosickým potokem. Jádro tvrze chránil val a až devatenáct metrů široký příkop. Na jihozápadní straně bylo opevnění narušeno novodobou cestou. Centrální pahorek má průměr 22 metrů a v roce 1901 (nebo 1891) na něm byla postavena novogotická kaple Panny Marie Lurdské. Na tvrzišti roste památný strom Lípa na Purku.